# 大阪戦略調整会議
大阪戦略調整会議（おおさかせんりゃくちょうせいかいぎ、略称：大阪会議）は、大阪府と大阪市、堺市の二重行政を解消するため、各首長らで政策を調整する会議。大阪維新の会が掲げる大阪都構想の対案として、総合区の導入などの内容で、自民党大阪府連が2014年9月21日に発表した。
府、大阪・堺両市の3首長と各議会議員で構成されていた。
しかし、会議の運営方法などを巡って対立し、結局、2019年6月に構成する3府市の議会でそれぞれ設置条例の廃止条例が可決され、廃止となった。

## 経緯
2015年6月1日、自民党が「大阪戦略調整会議」の設置条例案を提出した。維新が「都構想の（自民側の）対案である同会議を一日でも早く始めるべきだ」として賛成。しかし、自民は全会一致での可決をめざすなどとして、他会派と同様に賛否を表明しなかった。
6月9日に、自民党が、公明党との関係に配慮し、賛成に転じたが、大阪会議の事務局となる「府市連携局」には反対した。
自民の市議は「大阪戦略調整会議」の設置条例案に賛成に転じた維新に対し「以前の激しい批判はなんだったのか」と憤り、「今回は継続審議で、9月議会に向けて批判された点を踏まえてブラッシュアップしていくつもりだった」と述べ、改革の主導権を早々に手渡されて戸惑った様子であったことが日経新聞の記事で報道された。

## 会議
第1回（2015年7月24日）
住民投票で否決された大阪都構想に代わり、二重行政の解消などが話し合われる場と期待された。だが、初回会議は約2時間、入口の議論で紛糾し揉み合いとなり、結局会議は終了した。
第2回（2015年8月10日）
自民党大阪府議団が、大阪会議に欠席。
第3回（2015年9月28日）
自民などのボイコットで第2回が流会となったため、事実上2ヶ月ぶりに再開した格好となったこの回では、議事進行のあり方を協議するため、各会派の代表者らによる代表者会議（10人）の設置を決めた。
その後、会議は開かれることはなく2019年6月に廃止になる。

## 批判
2015年8月、橋下徹大阪市長・大阪維新の会代表は「話し合いで二重行政がなくなるなんて言っていたが、自民党は何もやっていない。これじゃいけないと思った」と、都構想の再挑戦を表明した。
11月22日に投開票された大阪府知事選挙・大阪市長選挙では共に大阪維新の会候補が当選。
大阪府知事に再選された松井一郎府知事・大阪維新の会幹事長は「府市統合本部」を再設置すると表明し、大阪会議は「あのままでいいのでは」とコメントした。